# Florence Bates
Pour les articles homonymes, voir Bates et Rabe.
Florence Bates est une actrice américaine, de son vrai nom Florence Rabe, née le 15 avril 1888 à San Antonio (Texas), morte d'une crise cardiaque le 31 janvier 1954 à Burbank (Californie).

## Biographie
Sous le pseudonyme de Florence Bates, elle commence une carrière au cinéma sur le tard, participant à un premier film en 1937 (un petit rôle non crédité), à 49 ans. Elle est ensuite choisie par Alfred Hitchcock pour le rôle de Mme Edythe Van Hopper (l'un de ses plus connus) dans Rebecca, son deuxième film, sorti en 1940. En tout, elle apparaît dans soixante-cinq films américains, le dernier en 1953.
À la télévision, elle collabore à sept séries, de 1949 à 1953.

## Filmographie partielle
- 1940 : Rebecca d'Alfred Hitchcock : Mme Edythe Van Hopper
- 1940 : Le Fils de Monte-Cristo (The Son of Monte Cristo) de Rowland V. Lee
- 1940 : Kitty Foyle (Kitty Foyle : The Natural History of a Woman) de Sam Wood
- 1941 : Histoire de fous (Road Show) d'Hal Roach
- 1941 : Le Diable s'en mêle (The Devil and Miss Jones) de Sam Wood
- 1941 : Folie douce (Love Crazy) de Jack Conway
- 1942 : Tamara de Tahiti (The Tuttles of Tahiti) de Charles Vidor
- 1942 : The Moon and Sixpence d'Albert Lewin
- 1942 : Ton cœur est mon cœur (My Heart Belongs to Daddy) de Robert Siodmak
- 1942 : My Heart Belongs to Daddy de Robert Siodmak
- 1943 : L'Amour travesti (Slighty Dangerous) de Wesley Ruggles
- 1943 : Le ciel peut attendre (Heaven can wait) (non créditée) d'Ernst Lubitsch
- 1943 : They Got Me Covered de David Butler
- 1943 : La Sœur de son valet (His Butler's Sister) de Frank Borzage
- 1944 : Kismet de William Dieterle
- 1944 : Le Masque de Dimitrios (The Mask of Dimitrios) de Jean Negulesco
- 1944 : La Belle de l'Alaska (Belle of the Yukon) de William A. Seiter
- 1945 : San Antonio de David Butler
- 1945 : L'Intrigante de Saratoga (Saratoga Trunk) de Sam Wood
- 1945 : Cette nuit et toujours (Tonight and every Night) de Victor Saville
- 1945 : Un cœur aux enchères (Out of This World)
- 1946 : Tragique Rendez-vous (Whistle Stop) de Léonide Moguy
- 1946 : Claudia et David de Walter Lang
- 1946 : La Folle Ingénue (Cluny Brown) d'Ernst Lubitsch
- 1946 : La Fille et le Garçon (The Time, the Place and the Girl) de David Butler
- 1946 : Le Journal d'une femme de chambre (The Diary of a Chambermaid) de Jean Renoir

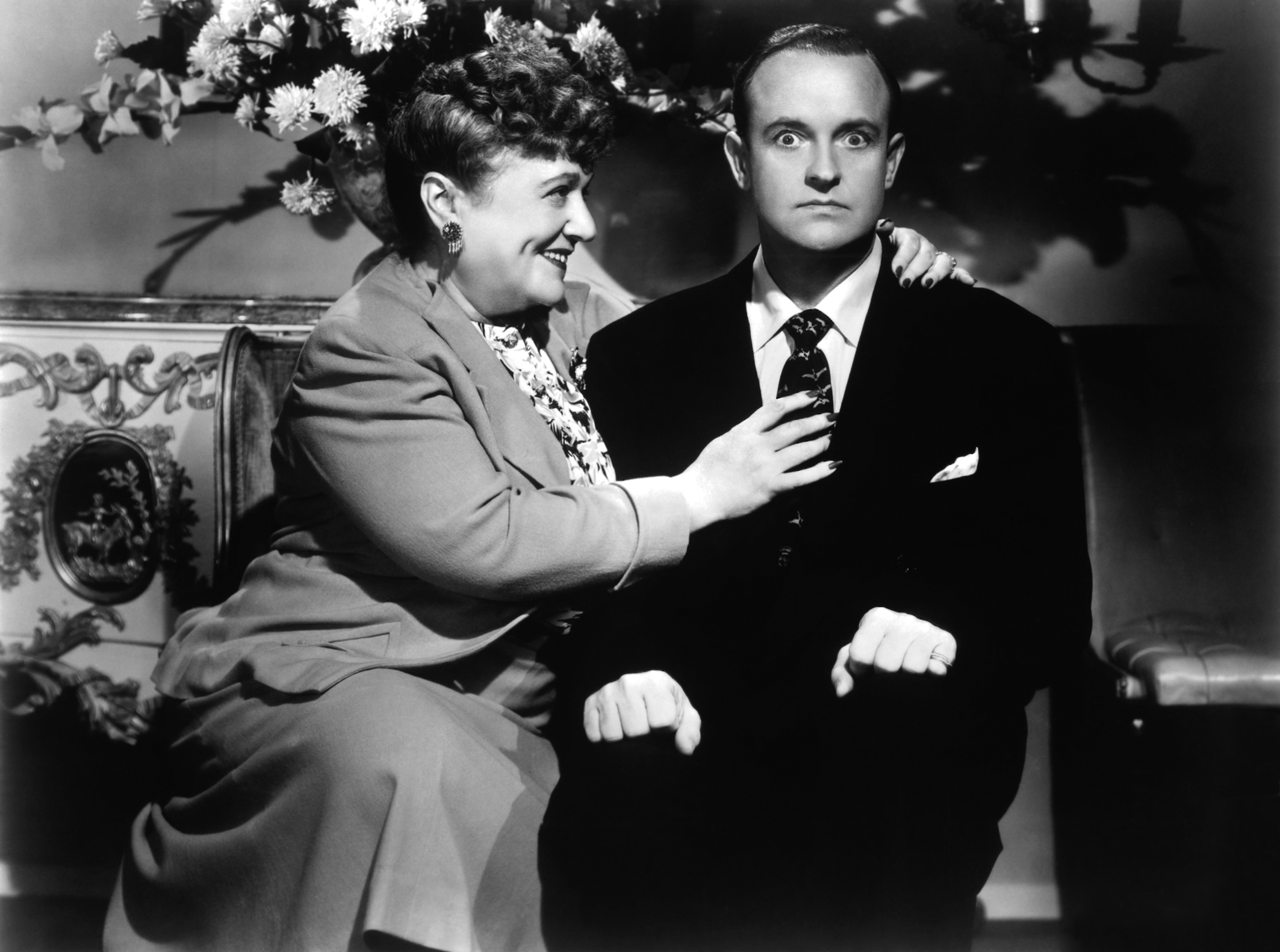
Florence Bates et Grady Sutton, dans My Dear Secretary (1949).

- 1947 : La Pièce maudite (The Brasher Doubloon) de John Brahm
- 1947 : La Vie secrète de Walter Mitty (The Secret Life of Walter Mitty) de Norman Z. McLeod
- 1947 : L'Homme que j'aime (The Man I Love) de Raoul Walsh
- 1947 : Love and Learn de Frederick de Cordova
- 1948 : Tendresse (I remember Mama) de George Stevens
- 1948 : Rencontre d'hiver (Winter meeting) de Bretaigne Windust
- 1948 : Le Portrait de Jennie (Portrait of Jennie) de William Dieterle
- 1948 : The Inside Story d'Allan Dwan
- 1948 : L'Archange de Brooklyn (Texas, Brooklyn and Heaven) de William Castle
- 1948 : Le Barrage de Burlington (River Lady) de George Sherman
- 1949 : My Dear Secretary de Charles Martin
- 1949 : Chaînes conjugales (A Letter to Three Wives) de Joseph L. Mankiewicz
- 1949 : Un jour à New York (On the Town) de Stanley Donen et Gene Kelly
- 1951 : Escale à Broadway (Lullaby of Broadway) de David Butler
- 1951 : Le Grand Attentat (The Tall Target) d'Anthony Mann
- 1952 : La Madone du désir (The San Francisco Story) de Robert Parrish
- 1952 : Les Misérables de Lewis Milestone
- 1953 : Main Street to Broadway de Tay Garnett
- 1953 : Paris Model d'Alfred E. Green